# ハマユウ
ハマユウ（浜木綿、学名: Crinum asiaticum）は、ヒガンバナ科の多年草。（クロンキスト体系ではユリ科）。花の様子は、コウゾなどの樹皮を細く裂いて作った繊維から作った布と似ており、神道神事で用いられる白い布をゆう（ゆふ）と呼ぶ。別名のハマオモトは、肉厚で長い葉がオモト（万年青）に似ることから。
水はけが良く日あたりの良い場所を好み、主に温暖な海浜で見られる（海浜植物）。道ばたや公園、庭に植えられることもある。日本に自生するのは亜種 C. a. var. japonicum (Baker)。宮崎県の県花となっている。

## 形態
草姿は太い円柱状の幹のようなものの上から昆布のような葉が周囲に広がる態を成す。この幹のようなものは真の茎ではなく、葉の付け根が多肉質の筒状に重なったもので偽茎と呼ばれ、ヒガンバナやタマネギの鱗茎とほぼ相同なものである。茎はこの偽茎の基部に、短縮した円盤型のものがある。ヒガンバナ科の中でもヒガンバナ属（Lycoris）に縁が近く、ヒガンバナと同じリコリンというアルカロイドを、特に偽茎に多く含み、食べると吐き気や下痢を催す。

### 花
花期は夏で、葉の間の真ん中から太くてまっすぐな茎を上に伸ばし、先端に多数の花を散形につける。花序ははじめ苞に包まれ、開花時にはこの苞は下に垂れる。花は短い柄の先にあって白く細長い6枚の花被を持ち、花弁の根本の方は互いに接して筒状、先端部はバラバラに反り返る。花は日没前後から強い芳香を発するようになり、大型のスズメガ科のガが吸蜜に訪れて花粉を媒介する。

### 種子
受粉が成立すると、花被筒と融合した子房が肥大して歪な球形の果実となり、熟すと裂開して丸くコルク質の厚い種皮に覆われた種子を数個落とす。この種子は海上を何ヶ月も生きたまま漂流する能力があり、海流によって現在の分布域に広がったと考えられている。種子は水がなくても発芽し、机の上などに放置した状態で発芽するのを観察できる。自然状態では海岸に漂着してから潮上帯の砂や砂礫の上で発芽し、雨が降って周囲に水が供給されたときに速やかに根を伸ばすものと考えられている。

## 分布
東アジアから南アジアにかけて温暖な地域に分布する。日本では、房総半島南部、三浦半島、伊豆半島南岸、渥美半島、紀伊半島南岸、四国太平洋岸、山口県南西岸、九州沿岸、壱岐など、主に黒潮に直面した沿岸部の砂丘で自生している。島根県知夫里島の海岸にも生息が確認されている。ハマオモトは、黒潮の影響を受けて南方から侵入する生物の典型的な分布域を示していると考えられ、その分布北限は年平均気温15℃の等温線および年最低気温の平均-3.5℃の等温線とほぼ一致する。小清水卓二は1938年にこれを一つの分布境界線と見なし、ハマオモト線（Crinum Line）と呼んだ。イネの害虫・サンカメイガの分布北限より提唱された分布境界線である本州南岸線も年最低気温の平均-3.5℃の等温線とほぼ合致しており、ハマオモト線と本州南岸線はほぼ同一のものと見なされている。この、年最低気温の平均-3.5℃の等温線を分布の北限とする植物としては、ナチシダ、イヌガシなどが知られている。

## 市町村の花
以下の市町村で市の花・町の花に指定されている。
- 神奈川県　横須賀市、三浦市、真鶴町
- 静岡県　沼津市
- 三重県　紀伊長島町
- 和歌山県　新宮市、太地町、すさみ町
- 山口県　下関市
- 徳島県　牟岐町
- 高知県　室戸市、大月町
- 福岡県　芦屋町
- 大分県　蒲江町
- 熊本県　苓北町
- 沖縄県　北大東村